# Juve the Great
Juve the Great – szósty studyjny album amerykańskiego rapera Juvenile’a i ostatnim dla Cash Money Records. Album uzyskał status platyny 20 lipca 2004 roku, stając się jego trzecim albumem, który tego dokonał po 400 Degreez i Tha G-Code. Juve the Great zawiera przebój „Slow Motion” z gościnnym udziałem nieżyjącego już rapera Soulja Slim. Jest to jego pierwszy album od debiutu Being Myself, który nie został tylko wyprodukowany przez Mannie Fresha.

## Lista utworów
1. „Intro”
2. „In My Life” (feat. Mannie Fresh)
3. „Enemy Turf”
4. „Outside” (Skit)
5. „Bounce Back” (feat. Birdman)
6. „Down South Posted” (feat. Skip & Wacko)
7. „It Ain’t Mines” (feat. Kango Slim)
8. „Numb Numb”
9. „Lil’ Daddy” (feat. Birdman)
10. „Fuckin’ With Me” (feat. Skip & Wacko)
11. „Cock It”
12. „Club” (Skit)
13. „Juve The Great”
14. „Head In Advance”
15. „For Everybody” (feat. Skip & Wacko)
16. „At The Door” (Skit)
17. „Slow Motion” (feat. Soulja Slim)